# Йо-йо розкручування
Механізм розкручування йо-йо — це пристрій, який використовується для зменшення обертання супутників, як правило, незабаром після запуску. Він складається з двох відрізків кабелю з вантажами на кінцях. Трос обмотується навколо розгінного блоку та/або супутника, як подвійне йо-йо. Коли вантажі відпускаються, обертання ракети відкидає їх від осі обертання. Це передає вантажам достатній кутовий імпульс, щоб зменшити обертання супутника до потрібного значення. Згодом вантажі часто відпускають.
Розкручування необхідне, оскільки деякі кінцеві ступені стабілізовані і потребують досить швидкого обертання (зараз зазвичай 30-60 об/хв; деякі ранні місії, такі як Pioneer, оберталися зі швидкістю понад 600 об/хв), щоб залишатися стабільними під час стрільби. (Див., наприклад, Star 48, двигун твердопаливної ракети). Після запуску супутник не можна просто відпустити, оскільки така швидкість обертання виходить за межі можливостей системи керування положенням супутника. Тому після запуску ракети, але до того, як супутник буде випущений, використовуються вантажі йо-йо, щоб зменшити швидкість обертання до рівня, з яким супутник може впоратися в нормальному режимі роботи (часто 2-5 об/хв). Системи зменшення обертання зазвичай використовуються під час польотів суборбітальних зондувальних ракет НАСА, оскільки апарати стабілізують обертання під час підйому і мають мінімальний час польоту для усунення крену за допомогою системи керування положенням корисного вантажу.
Наприклад, на космічному кораблі Dawn приблизно 3 кілограми (6,6 фунта) тягарців і 12-метрові (39 футів) троси зменшили початкову швидкість обертання космічного апарата вагою 1420 кілограмів (3130 фунтів) з 46 об/хв до 3 об/хв у протилежному напрямку. Відносно невеликі ваги мають великий вплив, оскільки вони знаходяться далеко від осі обертання, і їхній вплив зростає зі збільшенням квадрата довжини тросів.
Йо-йо де-спін був винайдений, створений і протестований в Лабораторії реактивного руху Каліфорнійського технологічного інституту.
Апаратура типу «йо-йо» може сприяти виникненню проблеми космічного сміття на орбітальних місіях, але це не є проблемою, коли вона використовується на верхніх ступенях місій з евакуації із землі, таких як Dawn, оскільки кабелі та вантажі також знаходяться на траєкторії відльоту.

## Йо-вага
Іноді використовують лише один вантаж і кабель. Таку конструкцію в народі називають «йо-вагою». Коли кінцевий ступінь є твердопаливною ракетою, він може продовжувати трохи тяжіти навіть після виведення космічного апарата на орбіту. Це відбувається через те, що залишки палива та ізоляції в корпусі двигуна виділяють гази, навіть без значного горіння. У кількох випадках відпрацьований ступінь протаранив корисне навантаження. Використання однієї ваги без відповідної противаги призводить до падіння ступені. Рух падіння запобігає накопиченню залишкової тяги в одному напрямку. Замість цього, вихлоп ступені усереднюється до набагато нижчого значення в широкому діапазоні напрямків.
У березні 2009 року залишки гирі викликали переляк, коли підійшли надто близько до Міжнародної космічної станції.

## Більше інформації
- Cornille, HJ, Jr., Метод точного зменшення швидкості обертання обертового космічного корабля, Технічна записка NASA D-1420, жовтень 1962 р.
- Федір, JV, Аналітична теорія розтягування йо-йо для де-спіну супутників, Технічна записка NASA D-1676, квітень 1963 р.
- Федір, JV, «Теорія та проектні криві для механізму де-обертання йо-йо для супутників», Технічна записка NASA D-708, серпень 1961 р.